# Amphineurus perarmatus
Amphineurus (Amphineurus) perarmatus là một loài ruồi trong họ Limoniidae. Chúng phân bố ở miền Australasia.